# Half Dome
O Half Dome é uma cúpula de granito na Sierra Nevada, na Califórnia, integrada no Parque Nacional de Yosemite e localizada no extremo leste do Vale de Yosemite e é possivelmente a paisagem mais conhecida de Yosemite. O topo de granito está a mais de 1 444 metros acima do nível do vale.
Considerada durante décadas como impossível de escalar, como afirmava o geólogo Josiah Whitney “Never has been, and never will be trodden by human foot” ("nunca foi, e nunca será pisada por pé humano"), dado o declive quase vertical da vertente noroeste e o declive de 45º da face oriental, foi escalada pela primeira vez por um ferreiro de uma localidade próxima do vale de Yosemite, chamado George G. Anderson. Na escalada usou a técnica de instalar grampos de metal nas fendas da rocha e cordas para auxiliar a subida. A primeira ascensão ocorreu em 12 de outubro de 1875.
O topo do Half Dome é relativamente plano e permite aos montanhistas recuperar forças da escalada cansativa. A rota mais fácil e mais comum, escalada anualmente por cerca de 50000 turistas, chama-se Cable Route e tem 13,5 km de comprimento: consta de cabos e cordas instalados na vertente oriental, com inclinação de 45º. Esta via foi construída em 1919. O montanhista Alex Honnold foi o primeiro a escalar esta montanha sem cordas, em apenas 1h30m.
Para escalar o Half Dome é necessário obter autorização antes de entrar no parque. Há pesadas penas (multas até 5000 dólares ou prisão até 6 meses) para os que tentarem escalar a cúpula de granito sem documento de autorização.
Os raios podem ser um risco para quem se encontre no topo. Em 27 de julho de 1985, cinco montanhistas foram atingidos por um raio, e dois deles morreram.
É famosa a fotografia do Half Dome tirada por Ansel Adams em 10 de abril de 1927.
A Half Dome Cables and Trail está listada no Registo Nacional de Lugares Históricos dos Estados Unidos desde 15 de agosto de 2012.